# 南瓜酒
《The♥南瓜酒》，是日本漫畫家三浦滿的愛情喜劇漫畫作品，及同名電視動畫、電影動畫、真人版非戲院首映電影。連載於《週刊少年Magazine》（講談社）從1981年4·5合併號開始至1984年26號完結。並有一部短篇《武藏與L》，是該作品的前傳。這部短篇發表之後，即立刻開始連載。
正傳連載完結後，轉往其他出版社發表續篇《The♥南瓜酒 女大生篇》、《The♥南瓜酒 sequel》、《The♥南瓜酒 Another》。2017年，由粉絲進行群眾募資而推動他執筆的新作《Back to The♡南瓜酒》發行，同時，作者三浦滿公開宣布這部是自身漫畫家生涯的最後一部作品。三浦表示「我已經是完全燃燒，沒有遺憾了。」。

## 作品簡介
青葉春助（配音：古川登志夫）因轉學進入陽光學園（サンシャイン学園），中等部2年級的他個子嬌小，自稱是一個很討厭女生的硬派中學生。有一天，他對身高比他高的女主角朝丘夏美（配音：橫澤啟子）（暱稱「L（エル）」）一見鍾情，從此展開2人的愛情喜劇故事。

## 漫畫情報
- 《The♥南瓜酒》

1981年至1984年於《週刊少年Magazine》（講談社）連載，單行本全18冊。
- 《The♥南瓜酒 番外篇》

1982年於《月刊少年Magazine》（講談社）連載，單行本全2冊。
- 《The♥南瓜酒/L的初戀》

2001年5月由雙葉社經便利商店廉價版漫畫的形式發行。
- 《The 南瓜酒sequel》（青林堂）

2006年10月由青林堂發行，單行本全1冊。
- 《The 南瓜酒Another》 （秋田書店）

續篇。發表於《Play Comic》（秋田書店）2006年22號至2009年10號連載，全6冊。
2013年11月於發行的《http://bokujyu.net/?pid=67756340 （页面存档备份，存于）》（社區總體營造萬博）中發表。

## 電視動畫
1982年7月5日至1984年8月27日每週一19時30分－20時00分（日本標準時間）在朝日電視網首播。全95話。
1984年3月由好侍食品廠商獨家贊助，贊助旁白增山江威子擔任，同年4月之後陸續有許多贊助廠商贊助。

### 製作人員
- 企劃：栗山富郎
- 原作：三浦滿
- 音樂：東海林修（日语：東海林修）
- 製作擔當：菅原吉郎
- 首席動畫師：石黑惠、松本清
- 首席設計（美術設定）：內川文廣
- 首席導演：矢吹公郎
- 朝日電視台製作人：加藤守啟
- 特殊效果：大橋清、中島正之
- 剪輯：千藏豐 → 望月徹 → 福光伸一 → 吉川泰弘
- 錄音：田中英行（日语：田中英行） → 佐藤守
- 音響効果：伊藤道廣（日语：伊藤道広）
- 選曲：田中英行（日语：田中英行）
- 攝影：佐藤隆郎、菅谷英夫、山口義文、大野正明、奧水隆
- 演出助手：三谷章夫、楠美直子、金山通弘、松原明德
- 製作進行：三谷章夫、山寺昭夫、堀川和政、西山明彥、釘丸篤、渡邊壽、米谷良知、藤本芳弘、竹之內和久、根岸弘、中村實
- 美術進行：御園博
- 上色進行：中村正弘
- 現像：東映化學（日语：東映ラボ・テック）
- 製作：朝日電視台、東映動畫

### 主題歌
片頭曲

主唱：，作詞：伊藤皓，作曲：馬飼野康二，編曲：市昌久
片尾曲
（1982年－1983年）
主唱：古川登志夫，作詞：伊藤皓，作曲：小林亞星，編曲：市昌久
「Pumpkin Night」（1983年－1984年）
主唱：古川登志夫、橫澤啓子，作詞：松本由佳里，補作詞：伊藤皓，作曲：小林亞星，編曲：市昌久
「Pumpkin Night」是為了放送1周年記念經由一般公募詩文所完成填詞。

### 播放電視台
播放聯播網以1982年8月開始在朝日電視台首播為基準。至於放送日期和源自1983年9月中旬至1983年10月上旬，但是除了外部獨家發布的來源之外。
| 播放地區       | 播放電視台     | 播放聯播網                       | 播放時間                  | 備註                                                                    |
| -------------- | -------------- | -------------------------------- | ------------------------- | ----------------------------------------------------------------------- |
| 關東廣域圈     | 朝日電視台     | 朝日電視網                       | 星期一 19時30分－20時00分 | 製作局                                                                  |
| 北海道         | 北海道電視台   | 朝日電視網                       | 星期一 19時30分－20時00分 |                                                                         |
| 宮城縣         | 東日本放送     | 朝日電視網                       | 星期一 19時30分－20時00分 |                                                                         |
| 福島縣         | 福島放送       | 朝日電視網                       | 星期一 19時30分－20時00分 |                                                                         |
| 新潟縣         | 新潟綜合電視台 | 富士電視網 朝日電視網            | 星期一 19時30分－20時00分 | 現新潟綜合電視台。 放送至1983年9月為止。                                |
| 新潟縣         | 新潟電視台21   | 朝日電視網                       | 星期一 19時30分－20時00分 | 1983年10月開台同步放送。                                                |
| 靜岡縣         | 靜岡縣民電視台 | 朝日電視網                       | 星期一 19時30分－20時00分 | 現靜岡朝日電視台。                                                      |
| 中京廣域圈     | 名古屋放送     | 朝日電視網                       | 星期一 19時30分－20時00分 |                                                                         |
| 近畿廣域圈     | 朝日放送       | 朝日電視網                       | 星期一 19時30分－20時00分 |                                                                         |
| 廣島縣         | 廣島HOME電視台 | 朝日電視網                       | 星期一 19時30分－20時00分 |                                                                         |
| 岡山縣、香川縣 | 瀨戶內海放送   | 朝日電視網                       | 星期一 19時30分－20時00分 |                                                                         |
| 福岡縣         | 九州朝日放送   | 朝日電視網                       | 星期一 19時30分－20時00分 |                                                                         |
| 大分縣         | 大分電視台     | 日本電視網 富士電視網            | 星期一 19時30分－20時00分 |                                                                         |
| 鹿兒島縣       | 鹿兒島放送     | 朝日電視網                       | 星期一 19時30分－20時00分 | 1982年10月開台同步放送。                                                |
| 岩手縣         | 岩手放送       | TBS電視網                        | 星期一 17時30分－18時00分 | 現IBC岩手放送。 中途腰斬。 接檔節目《動畫親子劇場》（東京電視台製作）。 |
| 秋田縣         | 秋田放送       | 日本電視網                       | 星期二 17時30分－18時00分 |                                                                         |
| 山形縣         | 山形放送       | 日本電視網 朝日電視網            | 星期三 19時00分－19時30分 |                                                                         |
| 長野縣         | 信越放送       | TBS電視網                        | 星期六 13時30分－14時00分 | [ c ]                                                                   |
| 山梨縣         | 山梨放送       | 日本電視網                       | 星期四 17時30分－18時00分 |                                                                         |
| 富山縣         | 北日本放送     | 日本電視網                       | 星期四 17時30分－18時00分 | 1984年3月29日腰斬。                                                     |
| 石川縣         | 北陸放送       | TBS電視網                        | 星期二 17時30分－18時00分 |                                                                         |
| 福井縣         | 福井放送       | 日本電視網                       | 星期一 17時30分－18時00分 |                                                                         |
| 山口縣         | 山口放送       | 日本電視網 朝日電視網            | 星期二 17時15分－17時45分 |                                                                         |
| 德島縣         | 四國放送       | 日本電視網                       | 星期二 17時30分－18時00分 |                                                                         |
| 愛媛縣         | 愛媛放送       | 富士電視網                       | 星期一 19時00分－19時30分 | 現愛媛電視台。 中途腰斬。                                               |
| 高知縣         | 高知電視台     | TBS系列                          | 星期四 17時30分－18時00分 |                                                                         |
| 長崎縣         | 長崎放送       | TBS系列                          | 星期五 16時50分－17時20分 |                                                                         |
| 熊本縣         | 熊本放送       | TBS系列                          | 星期二 17時30分－18時00分 |                                                                         |
| 宮崎縣         | 宮崎電視台     | 富士電視網 日本電視網 朝日電視網 | 星期一 17時30分－18時00分 |                                                                         |
| 沖繩縣         | 琉球放送       | TBS系列                          | 星期四 17時30分－18時00分 |                                                                         |

### 各話列表
| 話數 | 首播日期       | 日文標題 | 劇本     | 演出              | 作畫監督 | 美術              |
| ---- | -------------- | -------- | -------- | ----------------- | -------- | ----------------- |
| 1    | 1982年 7月5日  |          | 雪室俊一 | 矢吹公郎          | 石黑惠   | 內川文廣          |
| 2    | 7月12日        |          | 雪室俊一 | 寒竹清隆          | 清水明   | 山本善之          |
| 3    | 7月19日        |          | 雪室俊一 | 大谷恒清          | 小幡公春 | 內川文廣          |
| 4    | 7月26日        |          | 雪室俊一 | 鈴木孝夫          | 松本清   | 內川文廣          |
| 5    | 8月2日         |          | 雪室俊一 | 遠藤勇二          | 木暮輝夫 | 山口俊和          |
| 6    | 8月9日         |          | 雪室俊一 | 鈴木幸雄          | 石黑惠   | 內川文廣          |
| 7    | 8月16日        |          | 馬滿     | 寒竹清隆          | 清水明   | 丸森俊昭          |
| 8    | 8月23日        |          | 雪室俊一 | 遠藤勇二          | 內山正幸 | 內川文廣          |
| 9    | 9月13日        |          | 馬滿     | 福島和美          | 小幡公春 | 內川文廣          |
| 10   | 9月20日        |          | 馬滿     | 遠藤勇二          | 木暮輝夫 | 山本善之          |
| 11   | 10月11日       |          | 雪室俊一 | 寒竹清隆          | 松本清   | 丸森俊昭 澤田隆夫 |
| 12   | 10月18日       |          | 野波靜雄 | 鈴木幸雄          | 松本清   | 田中資幸          |
| 13   | 10月25日       |          | 野波靜雄 | 寒竹清隆          | 清水明   | 山本善之          |
| 14   | 11月1日        |          | 馬滿     | 遠藤勇二          | 內山正幸 | 田中資幸          |
| 15   | 11月8日        |          | 野波靜雄 | 川田武範 矢部秋則 | 石黑育   | 丸森俊昭          |
| 16   | 11月15日       |          | 雪室俊一 | 石黑惠            | 松本清   | 丸森俊昭          |
| 17   | 11月22日       |          | 雪室俊一 | 遠藤勇二          | 木暮輝夫 | 田中資幸          |
| 18   | 11月29日       |          | 野波靜雄 | 寒竹清隆          | 小幡公春 | 山本善之          |
| 19   | 12月6日        |          | 馬滿     | 鈴木幸雄          | 石黑惠   | 丸森俊昭          |
| 20   | 12月13日       |          | 雪室俊一 | 寒竹清隆          | 清水明   | 伊藤雅人          |
| 21   | 12月20日       |          | 野波靜雄 | 遠藤勇二          | 內山正幸 | 山本善之          |
| SP   | 12月27日       |          | 雪室俊一 | 矢吹公郎          | 石黑育   | 內川文廣          |
| 22   | 1983年 1月10日 |          | 野波静雄 | 寒竹清隆          | 石黑育   | 襟立智子          |
| 23   | 1月17日        |          | 野波静雄 | 遠藤勇二          | 木暮輝夫 | 山本善之          |
| 24   | 1月24日        |          | 雪室俊一 | 矢部秋則          | 石黑惠   | 襟立智子          |
| 25   | 1月31日        |          | 雪室俊一 | 大谷恒清          | 小幡公春 | 內川文廣          |
| 26   | 2月7日         |          | 筒井共美 | 鈴木幸雄          | 松本清   | 內川文廣          |
| 27   | 2月14日        |          | 雪室俊一 | 寒竹清隆          | 石黑惠   | 襟立智子          |
| 28   | 2月21日        |          | 雪室俊一 | 遠藤勇二          | 內山正幸 | 內川文廣          |
| 29   | 2月28日        |          | 鷺山京子 | 寒竹清隆          | 松下佳弘 | 襟立智子          |
| 30   | 3月7日         |          | 雪室俊一 | 遠藤勇二          | 木暮輝夫 | 窪田忠雄          |
| 31   | 3月14日        |          | 中西隆三 | 鈴木幸雄          | 高橋昇   | 內川文廣          |
| 32   | 3月21日        |          | 雪室俊一 | 矢部秋則          | 多田康之 | 內川文廣          |
| 33   | 3月28日        |          | 佐藤道雄 | 大谷恒清          | 小幡公春 | 伊藤雅人          |
| 34   | 4月4日         |          | 鷺山京子 | 石黑育            | 松本清   | 田中資幸          |
| 35   | 4月11日        |          | 雪室俊一 | 寒竹清隆          | 石黑惠   | 秦秀信            |
| 36   | 4月18日        |          | 雪室俊一 | 遠藤勇二          | 木暮輝夫 | 鹿野良行          |
| 37   | 4月25日        |          | 雪室俊一 | 寒竹清隆          | 薄井時郎 | 山本善之          |
| 38   | 5月2日         |          | 雪室俊一 | 鈴木幸雄          | 松本清   | 內川文廣          |
| 39   | 5月9日         |          | 清水慎治 | 矢部秋則          | 多田康之 | 秦秀信            |
| 40   | 5月16日        |          | 雪室俊一 | 大谷恒清          | 木暮輝夫 | 內川文廣          |
| 41   | 5月23日        |          | 雪室俊一 | 石黑育            | 松本清   | 山本善之          |
| 42   | 5月30日        |          | 雪室俊一 | 遠藤勇二          | 小幡公春 | 內川文廣          |
| 43   | 6月6日         |          | 雪室俊一 | 寒竹清隆          | 石黑惠   | 山本善之          |
| 44   | 6月20日        |          | 雪室俊一 | 鈴木孝雄          | 松本清   | 秦秀信            |
| 45   | 6月27日        |          | 雪室俊一 | 石黑育            | 栗原玲子 | 內川文廣          |
| 46   | 7月4日         |          | 雪室俊一 | 矢部秋則          | 多田康之 | 秦秀信            |
| 47   | 7月11日        |          | 鷺山京子 | 石黑育            | 木暮輝夫 | 內川文廣          |
| 48   | 7月18日        |          | 雪室俊一 | 寒竹清隆          | 小幡公春 | 山本善之          |
| 49   | 8月1日         |          | 雪室俊一 | 矢吹公郎          | 石黑惠   | 秦秀信            |
| 50   | 8月8日         |          | 雪室俊一 | 寒竹清隆          | 石黑惠   | 內川文廣          |
| 51   | 8月15日        |          | 雪室俊一 | 鈴木幸雄          | 石黑惠   | 山本善之          |
| 52   | 8月22日        |          | 雪室俊一 | 矢部秋則          | 多田康之 | 丸森俊昭          |
| 53   | 8月29日        |          | 雪室俊一 | 鈴木幸雄          | 木暮輝夫 | 內川文廣          |
| 54   | 9月5日         |          | 雪室俊一 | 石黑育            | 石黑惠   | 山本善之          |
| 55   | 9月12日        |          | 雪室俊一 | 寒竹清隆          | 小幡公春 | 內川文廣          |
| 56   | 9月19日        |          | 雪室俊一 | 石黑育            | 松本清   | 丸森俊昭          |
| 57   | 9月26日        |          | 雪室俊一 | 寒竹清隆          | 白土武   | 內川文廣          |
| 58   | 10月17日       |          | 雪室俊一 | 石黑育            | 木暮輝夫 | 丸森俊昭          |
| 59   | 10月24日       |          | 雪室俊一 | 矢部秋則          | 多田康之 | 內川文廣          |
| 60   | 10月31日       |          | 雪室俊一 | 石黑育            | 松本清   | 丸森俊昭          |
| 61   | 11月7日        |          | 雪室俊一 | 寒竹清隆          | 小幡公春 | 山本善之          |
| 62   | 11月14日       |          | 雪室俊一 | 石黑育            | 石黑惠   | 內川文廣          |
| 63   | 11月21日       |          | 雪室俊一 | 寒竹清隆          | 清水明   | 丸森俊昭          |
| 64   | 11月28日       |          | 雪室俊一 | 金山通弘          | 木暮輝夫 | 內川文廣          |
| 65   | 12月5日        |          | 雪室俊一 | 矢部秋則          | 多田康之 | 本信人            |
| 66   | 12月12日       |          | 雪室俊一 | 石黑育            | 松本清   | 丸森俊昭          |
| 67   | 12月19日       |          | 雪室俊一 | 寒竹清隆          | 小幡公春 | 本信人            |
| 68   | 12月26日       |          | 雪室俊一 | 遠藤勇二          | 木暮輝夫 | 丸森俊昭          |
| 69   | 1984年 1月9日  |          | 雪室俊一 | 矢吹公郎          | 石黑惠   | 本信人            |
| 70   | 1月16日        |          | 清水慎治 | 寒竹清隆          | 清水明   | 丸森俊昭          |
| 71   | 1月23日        |          | 雪室俊一 | 矢部秋則          | 多田康之 | 本信人            |
| 72   | 1月30日        |          | 雪室俊一 | 寒竹清隆          | 小幡公春 | 丸森俊昭          |
| 73   | 2月6日         |          | 雪室俊一 | 石黑育            | 松本清   | 本信人            |
| 74   | 2月13日        |          | 雪室俊一 | 遠藤勇二          | 木暮輝夫 | 本信人            |
| 75   | 2月20日        |          | 雪室俊一 | 寒竹清隆          | 清水明   | 丸森俊昭          |
| 76   | 2月27日        |          | 岡村香織 | 石黑育            | 松本清   | 伊藤英治          |
| 77   | 3月5日         |          | 雪室俊一 | 矢部秋則          | 多田康之 | 丸森俊昭          |
| 78   | 3月12日        |          | 雪室俊一 | 寒竹清隆          | 小幡公春 | 佐貫利勝          |
| 79   | 3月19日        |          | 清水慎治 | 石黑育            | 松本清   | 丸森俊昭          |
| 80   | 3月26日        |          | 雪室俊一 | 遠藤勇二          | 木暮輝夫 | 丸森俊昭          |
| 81   | 4月16日        |          | 雪室俊一 | 寒竹清隆          | 清水明   | 下川忠海          |
| 82   | 4月23日        |          | 雪室俊一 | 石黑育            | 松本清   | 丸森俊昭          |
| 83   | 4月30日        |          | 雪室俊一 | 矢部秋則          | 多田康之 | 坂本信人          |
| 84   | 5月7日         |          | 雪室俊一 | 寒竹清隆          | 小幡公春 | 丸森俊昭 南澤貞子 |
| 85   | 5月14日        |          | 雪室俊一 | 石黑育            | 松本清   | 勝又激            |
| 86   | 5月21日        |          | 雪室俊一 | 遠藤勇二          | 木暮輝夫 | 丸森俊昭          |
| 87   | 5月28日        |          | 雪室俊一 | 寒竹清隆          | 清水明   | 本信人            |
| 88   | 6月4日         |          | 雪室俊一 | 石黑育            | 松本清   | 丸森俊昭          |
| 89   | 6月25日        |          | 雪室俊一 | 矢部秋則          | 多田康之 | 下川忠海          |
| 90   | 7月2日         |          | 雪室俊一 | 寒竹清隆          | 小幡公春 | 丸森俊昭          |
| 91   | 7月9日         |          | 雪室俊一 | 石黑育            | 松本清   | 下川忠海          |
| 92   | 7月16日        |          | 雪室俊一 | 遠藤勇二          | 木暮輝夫 | 丸森俊昭          |
| 93   | 7月23日        |          | 雪室俊一 | 寒竹清隆          | 清水明   | 下川忠海          |
| 94   | 8月20日        |          | 雪室俊一 | 矢部秋則          | 多田康之 | 丸森俊昭          |
| 95   | 8月27日        |          | 雪室俊一 | 石黑育            | 松本清   | 下川忠海          |

## 電影動畫
1984年7月14日，以《《The♥南瓜酒：尼塔的愛情物語》》為標題，作為東映『東映漫畫祭』的作品之一公開上映。片長總共24分鐘。
該電影的主題歌一樣繼續使用與電視動畫的版本，不一樣的地方是電影版片頭動畫的歌詞沒有字幕，還有作品標題下方增加了「尼塔的愛情物語」這個作品的副標題。
該電影是繼同樣是東映動畫製作的作品《一休和尚》之後，最後一部（通算第7部）在週一晚間7時時段播放作品而改編的電影。

### 製作人員（電影動畫）
- 製作：今田智憲（日语：今田智憲）
- 演出：矢吹公郎
- 劇本：雪室俊一
- 作畫監督：松本清
- 美術監督：澤田隆夫
- 音樂：東海林修
- 錄音：田中英行
- 製作：東映動畫

### 主題歌（電影動畫）
片頭曲
主唱：，作詞：伊藤皓，作曲：馬飼野康二，編曲：市昌久
片尾曲「Pumpkin Night」
主唱：古川登志夫、橫澤啓子，作詞：松本由佳里，補作詞：伊藤皓，作曲：小林亞星，編曲：市昌久

### 同時上映
- 金肉人：被奪走的冠軍腰帶（日语：キン肉マン 奪われたチャンピオンベルト）
- 超電子生化人
- 宇宙刑事Shaider

### 影碟
1984年12月15日以VHS方式由東映視頻發行（商品編號TE-M126）。2012年11月21日以DVD一起和上面同時公開上映的作品收錄，同樣由東映視訊發行。

## 真人版
2007年10月26日以非戲院首映的形式、標題名稱《《The♥南瓜酒 Another》》發行。

### 演員
- 朝丘夏美：熊田曜子
- 青葉春助：米原幸佑
- 陽光學園啦啦隊社朋友：加藤由紀（日语：後藤ゆきこ）、松崎桃子（日语：桜木咲耶）
- 青葉春助的叔父（吾郎）：勝矢
- 青葉花江：濱田範子（日语：濱田のり子）
- 渡航輝（日语：渡航輝）
- 飯田基祐（日语：飯田基祐）

## 相關商品

### CD
- The♥南瓜酒 -音樂集- （2007年3月21日，古倫美亞音樂娛樂發行）

### DVD
- The♥南瓜酒 DVD-BOX 1（收錄電視動畫第1話～第48話，2006年9月27日，古倫美亞音樂娛樂發行）
- The♥南瓜酒 DVD-BOX 2（收錄電視動畫第49話～第95話，2006年11月29日，古倫美亞音樂娛樂發行）
- The♥南瓜酒 Another（收錄真人非戲院首映，2007年10月26日，JSDSS發行）

## 腳註

## 外部連結
- The♥南瓜酒 （页面存档备份，存于） （日語）－東映動畫作品官網。
- The♥南瓜酒 - TOEI ANIMATION（页面存档备份，存于） （日語）
- （日語）－電視動畫版發佈付費網站。
- The♥南瓜酒 （页面存档备份，存于） （日語）－漫畫圖書館Z（日语：Jコミ）
- YouTube上的